# Тосколано-Мадерно
Тосколано-Мадерно (італ. Toscolano-Maderno) — муніципалітет в Італії, у регіоні Ломбардія, провінція Брешія.
Тосколано-Мадерно розташоване на відстані близько 450 км на північ від Рима, 115 км на схід від Мілана, 34 км на північний схід від Брешії.
Населення — 8083 особи (2014).

## Демографія
Населення за роками:

Станом на 1 січня 2023 року в муніципалітеті офіційно проживало 908 іноземців з 58 країн, серед них 376 громадян країн Євросоюзу та 78 громадян України.

## Уродженці
- Уго Локателлі (*1916 — †1993) — відомий у минулому італійський футболіст, півзахисник.

## Сусідні муніципалітети
- Гардоне-Рив'єра
- Гарньяно
- Торрі-дель-Бенако
- Вобарно